# Asplenium confusum
Asplenium confusum är en svartbräkenväxtart som beskrevs av Marie Laure Tardieu och Ching. Asplenium confusum ingår i släktet Asplenium och familjen Aspleniaceae. Inga underarter finns listade.